# Мзианети
Мзианети (груз. მზიანეთი) — село в Грузии, на территории Гардабанского муниципалитета края (мхаре) Квемо-Картли.

## География
Село находится в юго-восточной части Грузии, на северном берегу озера Джандари, на расстоянии приблизительно 8 километров (по прямой) к востоку от города Гардабани, административного центра муниципалитета. Абсолютная высота — 309 метров над уровнем моря.

## Население
По результатам официальной переписи населения 2014 года в Мзианети проживало 233 человека (108 мужчин и 125 женщин). В национальной структуре населения грузины составляли 94 %, армяне — 0,9 %.
| Год  | Население, человек |
| ---- | ------------------ |
| 2002 | 413                |
| 2014 | ↘ 233              |